# Всепольская предупредительная забастовка 27 марта 1981
Всепольская предупредительная забастовка 27 марта 1981 (пол. Ostrzegawczy strajk generalny 27 marca 1981) — массовая забастовка, организованная профсоюзом Солидарность в знак протеста против Быдгощской провокации. Одно из крупнейших забастовочных выступлений в истории рабочего движения. Стала важной вехой польского протестного движения 1980—1981 годов.

## Предыстория
Летом 1980 года в Польше развернулось беспрецедентное по масштабам протестное движение. Коммунистическое правительство ПНР вынуждено было заключить Августовские соглашения с забастовщиками. 10 ноября получил официальную регистрацию независимый профсоюз Солидарность. Межзаводский забастовочный комитет и независимый профцентр был создан и в Быдгоще.
К концу года усилилось движение польских крестьян-единоличников. Власти ПНР отказывали им в праве на профсоюз, ссылаясь на статус фермера как самостоятельного хозяина, а не наёмного работника. Движение за Сельскую Солидарность резко активизировалось к весне 1981 года. По этому вопросу 19 марта были запланированы переговоры в Быдгоще.
Однако власти сорвали встречу, причём на заседании Быдгощского воеводского совета представители «Солидарности» во главе с Яном Рулевским были избиты милицией. Эти события спровоцировали всеобщий взрыв возмущения. 24 марта 1981 года Всепольская комиссия «Солидарности» приняла решение об общенациональной забастовке протеста.

## Безуспешный поиск компромисса
Лидеры «Солидарности», особенно Лех Валенса, старались предотвратить конфронтацию. Они ещё надеялись на компромисс с генералом Ярузельским. 25 марта Лех Валенса встретился с вице-премьером Мечиславом Раковским. Она оказалась безрезультатной — руководство ПОРП настаивало на своей трактовке быдгощских событий: «Солидарность» грубо нарушила закон; силы безопасности восстанавливали порядок; Рулевский получил травмы не при избиении, а в ДТП".
Положение осложнялась манёврами, которые проводила на территории ПНР группировка советских войск под командованием маршала Куликова. Призрак интервенции СССР обретал реальные очертания. Военные атташе США, ФРГ и Великобритании перешли на чрезвычайный режим работы. Администрация Рональда Рейгана подготовила план военной блокады Кубы на случай советского вторжения в Польшу. Папа Римский Иоанн Павел II дал понять, что прибудет на родину и возглавит сопротивление.
Серьёзные посреднические усилия предпринимала католическая церковь. Примас Польши кардинал Стефан Вышинский 22 марта обратился к правительству и «Солидарности» с призывом к компромиссу, особо отметив опасный «внешний фактор». 25 марта Вышинский встретился с Ярузельским, на следующий день принял делегацию «Солидарности». Во многом под его влиянием Валенса и его умеренные сторонники (в частности, профессор Геремек) смогли провести решение о четырёхчасовой предупредительной забастовке. При этом большинство членов Всепольской комиссии «Солидарности» высказывались за бессрочную всеобщую забастовку до выяснения всех обстоятельств быдгощских событий и наказания виновных.

## Оргструктура и требования
Организационный комитет общенациональной предупредительной забастовки был создан на Гданьской судоверфи имени Ленина. В его состав вошли Лех Валенса, Анджей Гвязда, Збигнев Буяк, Мариан Юрчик, Богдан Лис, Анджей Черневский, Лех Дымарский, Кшиштоф Готовский, Рышард Калиновский, Антон Копчевский, Анджей Словик. Были выдвинуты следующие требования:
- наказание чиновников и силовиков, виновных в быдгощском избиении

- легализация «Сельской Солидарности»

- допуск «Солидарности» к СМИ, включая телевидение (в информировании общества виделась гарантия от политических преследований)

- отмена правительственного постановления о 50%-ных вычетах из зарплаты бастующих рабочих

- закрытие всех уголовных дел, возбуждённых по политическим мотивам, освобождение всех политзаключённых «даже если в их действиях, согласно прежнему законодательству, наличествовал состав преступления» (это относилось, в частности, к членам КНП)

В решении Всепольской комиссии особо оговаривалось: если «Солидарность» и правительство не смогут прийти к соглашению, на 31 марта назначается всеобщая забастовка. Таков был результат трудного компромисса между радикальным (Гвязда, Юрчик, Рулевский) и умеренным (Валенса, Геремек, Мазовецкий) крыльями «Солидарности».
Комитет издал инструкцию для забастовщиков:
- соблюдение общественного порядка, категорический запрет на акты насилия

- охрана порядка силами рабочих патрулей

- продолжение работы на предприятиях непрерывного производства

- строжайший запрет на алкоголь

- в случае милитаризации заводов — создание дублирующих забасткомов

- в случае иностранной интервенции — пассивное сопротивление, бойкот оккупационных властей

Наряду с общенациональным забастовочным комитетом, были созданы межзаводские комитеты в регионах. Как и в Гданьске, они размещались на промышленных предприятиях — оплотах «Солидарности»:
- Варшава — машиностроительный завод «Урсус»

- Щецин — судоверфь имени Варского

- Белосток — инструментальный завод

- Катовице — металлургический комбинат

- Краков — металлургический завод имени Ленина

- Лодзь — текстильный завод имени Мархлевского

- Люблин — автомобильный завод

- Познань — завод Цегельского

- Жешув — завод оборудования связи

- Сталёва-Воля — металлургический комбинат

- Вроцлав — вагоностроительный завод «Пафаваг»

Этот расклад демонстрировал с предельной чёткостью: главным противником коммунистического режима ПНР оставался индустриальный пролетариат.

## Общенациональная забастовка
Предупредительная забастовка началась 27 марта в 8:00. В ней приняли участие практически все рабочие Польши. Остановились все промышленные предприятия страны, кроме цехов непрерывного производства и производства медикаментов. Заводы превратились в «рабочие крепости», охраняемые патрулями с бело-красными нарукавными повязками. По оценкам наблюдателей, забастовка проходила «в атмосфере спокойствия, порядка и достоинства». Не было отмечено ни одного эксцесса.
К индустриальным рабочим присоединились работники образования — забастовали школы и вузы. Сфера здравоохранения работала в обычном режиме, но врачи и медперсонал в знак «Солидарности» надели нарукавные повязки. Власти не смогли предотвратить даже забастовку на государственном телевидении: в течение четырёх часов демонстрировался знак Solidarność — strajk — «Забастовка Солидарности».

Это была самая впечатляющая мобилизация демократических масс современной Европы против своих правителей.

Тимоти Гартон-Эш

В 12:00 по всей Польше прозвучали заводские сирены. Забастовка завершилась. Польша возобновила работу.

## Итоги
Проведённые подсчёты показали, что в забастовке участвовали 12-14 млн человек, Ян Рулевский говорит о 17 миллионах. Грандиозный масштаб акции (практически небывалый в истории забастовочного движения) шокировал руководство ПОРП. Особенно напугал тот факт, что количество участников забастовки значительно превышало количество членов 9-миллионной на тот момент «Солидарности». В забастовке участвовали многие члены официальных профсоюзов и правящей партии. Ряд партийных организации направил в ЦК ПОРП резолюции, в которых осуждались действия властей.
Однако умеренные руководители профсоюза были обеспокоены собственным успехом.

В тот момент наша сторона управляла событиями. Заводские структуры были отмобилизованы. Но слышались встревоженные голоса. Звучали опасения в связи с военными маневрами СССР на территории Польши.

Ян Рулевский

Валенса и Геремек считали, что всеобщая забастовка в таких условиях будет означать восстание и спровоцирует гражданскую войну. Эту точку зрения разделял католический епископат. 28 марта Валенса встретился с кардиналом Вышинским, который попросил проявить сдержанность.
30 марта в Варшаве состоялись переговоры Всепольской комиссии «Солидарности» и правительства ПНР. «Солидарность» представляляли Лех Валенса, Мариан Юрчик, Анджей Гвязда, правительство — Мечислав Раковский и Станислав Чосек. Результатом стало соглашение, в соответствии с которым власти в принципе признали «чрезмерность» применения силы в Быдгоще и необъективность освещения инцидента в государственных СМИ. «Солидарность» получила возможность изложить по телевидению своё видение инцидента, что стало первым независимым телевыступлением в Восточной Европе. Вопросы о легализации «Сельской Солидарности» и освобождении политзаключённых были отложены на будущее (профсоюз крестьян-единоличников получил регистрацию в мае 1981, члены КНП вышли из тюрем летом-осенью). Со своей стороны, «Солидарность» отменила всеобщую забастовку.
17 апреля 1981 в Быдгоще были подписано соглашение между комиссией правительства ПНР, забастовочным комитетом «Сельской Солидарности», инициативной группой «Сельской Солидарности», Всепольской комиссией «Солидарности» и быдгощским региональным профцентра. Правительство обязалось внести в сейм законопроект о регистрации независимого профсоюза крестьян-единоличников и не препятствовать его организационной работе. Расследование быдгощских событий 19 марта продолжалось при участии представителей «Солидарности». Активистам профсоюза давалась гарантия от преследований. Соглашение публиковалось в печати и оглашались по телевидению. Со своей стороны, «Солидарность» останавливала продолжавшиеся почти месяц акции протеста.
От имени правительства документ подписал министр по делам профсоюзов Станислав Чосек, от забастовочного комитета «Сельской Солидарности» — Михал Бартоще, от инициативной группы «Сельской Солидарности» — Ян Кулай, от Всепольской комиссии «Солидарности» — Ян Рулевский, от быдгощского профцентра «Солидарности» — Мариуш Лабентович. Таким образом, из пяти подписавших, трое — Рулевский, Бартоще, Лабентович — были участниками столкновения и подверглись избиению 19 марта.

## Значение
27 марта 1981 года показало, что почти всё польское общество (в особенности рабочий класс) отторгает режим ПОРП и поддерживает оппозиционное движение. Многомиллионная забастовка практически не выдвигала экономических требований — только солидарность с оппозиционными активистами, возмущение действиями властей, поддержка рабочими крестьянского профсоюза.
Руководство ПОРП вынуждено было пойти на некоторые уступки. Однако контроль над вооружёнными силами обеспечивал устойчивость режима даже при тотальном отвержении страной. Уже 27 марта генерал Ярузельский и тогдашний первый секретарь ЦК ПОРП Станислав Каня подписали секретные циркуляры, определяющие порядок политического управления войсками в чрезвычайных обстоятельствах. Оппозиция не была готова к силовой конфронтации, которая неизбежно вела к гражданской войне и с большой вероятностью — к советской интервенции.
Забастовка усилила позиции крайних фракций ПОРП и «Солидарности». Представители «партийного бетона» (Милевский, Грабский, Ольшовский, Сивак) настаивали на силовом подавлении, пока ситуация окончательно не вышла из-под контроля. «Фундаменталисты Солидарности» (Гвязда, Рулевский, Юрчик, Яворский) призывали к мирному гражданскому восстанию на волне общественной поддержки. Валенса с одной стороны и Ярузельский с другой постепенно уступали давлению радикалов. К концу года эти тенденции одержали верх: в декабре 1981 «Солидарность» взяла курс на всеобщую забастовку, перерастающую в восстание; верхушка ПОРП ввела военное положение.

## Оценки
Анджей Гвязда и его единомышленники по сей день считают отказ от всеобщей забастовки 31 марта 1981 роковой ошибкой профсоюза. По их мнению, общенациональная «солидарность с Солидарностью», энтузиазм, доверие к оппозиционным лидерам гарантировали тогда победу. К зиме ситуация стала иной, поскольку общество разуверилось в своих силах перед лицом государственной машины.
Годовщины Быдгощского марта регулярно отмечаются в современной Польше. 19 марта 2016 года в здании бывшего Быдгощского воеводского совета состоялось торжественное заседания по случаю 35-летия событий. Приветствия участникам направили президент Польши Анджей Дуда и лидер партии Право и справедливость Ярослав Качиньский. Письмо президента Дуды зачитал «Сельской Солидарности» сенатор Ежи Хрустиковский. Всепольскую предупредительную забастовку называют крупнейшим успехом ранней «Солидарности» начала 1980-х.

## Историческая параллель
Через 10 лет после польских событий, в марте 1991 года, шахтёрская забастовка охватила крупнейшие угледобывающие регионы СССР: Донбасс, Кузбасс, Печорский и Карагандинский угольные бассейны. Главное сходство с польскими событиями — и отличие от забастовок 1989 года — заключалось в выдвижении советскими шахтёрами политических требований антиправительственного и антикоммунистического характера.